# Fabio Fazio

Fabio Fazio (Savona, 30 de novembro de 1964) é um apresentador de televisão e imitador italiano.
Começou a sua carreira na televisão nos anos oitenta, tomando parte na qualidade de imitador nos programas da Rai 1 Pronto Raffaella? e Loretta Goggi in quiz. Em seguida foi condutor em alguns dos programas dedicados a crianças como L'Orecchiocchio na Rai 3 e Forza Italia no Odeon TV.
Depois de um breve interlúdio em Telemontecarlo, no início dos anos noventa participa em Mi manda Lubrano, enquanto que a partir de 1993 até 2001 , foi condutor da rotogravura futebolistica  Quelli che il calcio na Rai 3 e depois na Rai 2 programa que o consagrou para o grande público. O sucesso da transmissão torna-o condutor do Festival de Sanremo em 1999 e em 2000, edições que alcançaram índices de audiência memoráveis. Sempre na Rai 2, em 1997, recolhe muitos consentimentos com o programa Anima mia.
Desde 2003 conduz na Rai 3 , o talk-show, che tempo che fa, transmissão, de grande sucesso, na qual, a partir de 2005, fez a sua estreia também Luciana Littizzetto, desde então sua companheira histórica na televisão. Juntos,conduziram em seguida, as edições de 2013 e 2014 do Festival de Sanremo. Neste período,  também conduziu os programas Vieni via con me e Quello che (non) ho , juntamente com o escritor Roberto Saviano, que foi ao ar na Rai 3 e LA7 com  uma audiência de recorde, acompanhada, no entanto, por algumas críticas.

## Biografia

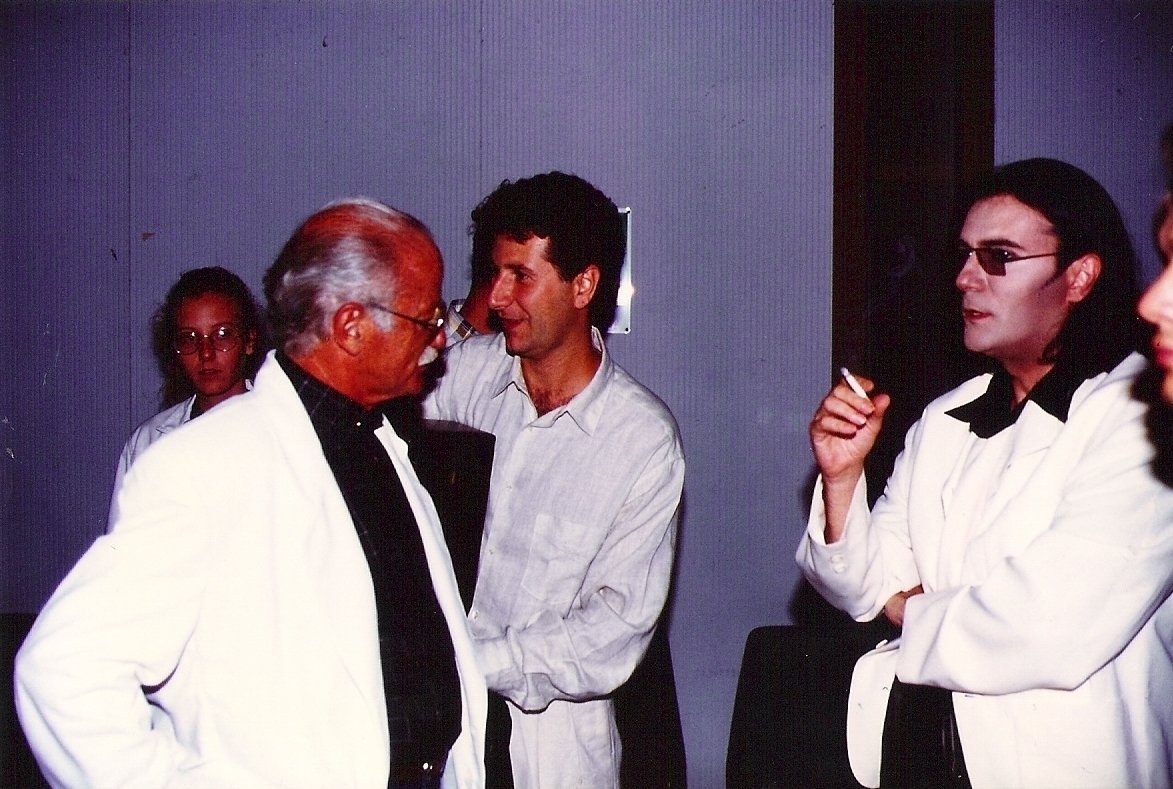
Fabio Fazio com Gino Paoli e Renato Zero

### O início e os anos oitenta
Fabio Fazio conseguiu o diploma em estudos clássicos no Liceu "Gabriello Chiabrera" de Savona, em 1983 e, posteriormente, a graduação  em Letras na Universidade de Gênova, com uma tese sobre os elementos literários nos textos de cantores-compositores italianos. Estréia-se em 1982 , na radio como imitador no programa da Rai Black out. Em seguida, participou numa mega-audição (organizado por Bruno Voglino para a Rai: Giancarlo Magalli faz com que se estreie na televisão em 1983 com Raffaella Carrà no Pronto Raffaella.
Em 1984 participou com Loretta Goggi no Loretta Goggi quizz (na primeira edição, como convidado extemporâneo , enquanto que, na segunda já faz parte do elenco), e no Sponsor City. Começa a lidar com programas dedicados aos jovens, tal como O Orecchiocchio na temporada de 1985-1986 e Jeans nesses 1986-1987 e 1987-1988 , com entre uma edição e outra, Improvvisando,programa que esteve no ar no verão e no início do Outono de 1987 (estará presente também no elenco da edição de 1988).
A partir de 1987 até 1990 conduz na Odeon TV o programa Forza Italia, com Roberta Termali e Walter Zenga, e entretanto, na Rai 2 e Rai 3, respectivamente, Fate il vostro gioco e Mai dire mai, na temporada de 1988-1989. A partir de abril de 1990 até 1991 , torna-se um dos protagonistas do programa satírico  Banane,no ar no Telemontecarlo, enquanto que na temporada 1990-1991 faz parte do elenco do Mi manda Lubrano , e no Outono de 1991, conduz na Rai 1 , com o programa Fantastico Bis.
Ainda nesse período, (e até a temporada de 1993-1994), em conjunto com Oreste De Fornari, Stefano Magagnoli e Enrico Magrelli, um dos quatro jovens jornalistas que vai estar ao lado de Sandro Paternostro em Diritto di replica na Rai 3, que é seguido, mais ou menos no mesmo período (Primavera de 1992 e 1993), as duas edições do Porca miseria, sempre no canal 3. Entretanto, continua a trabalhar com a Telemontecarlo, para a qual realiza, na temporada de 1992-1993 T'amo TV (cerca de 60 episódios, a partir de 2 de Novembro de 1992).

### A década de noventa: Quelli che il calcio e Anima mia
O sucesso real, no entanto, chega em 1993, quando começa a escrever e a conduzir, no terceiro canal da Rai (e, posteriormente, Rai 2), o programa do domingo Quelli che il calcio que fatura 1,3 milhares de liras. Será esta transmissão que o irá consagrar ao grande público, destacando, pela primeira vez as suas qualidades de condutor único para além de parceiro e de imitador. Em Janeiro de 1995 , a decisão de Fazio e do elenco de abandonar o programa naquele episódio após alguns confrontos entre duas torcidas  que culminaram na morte de um adepto,suscitou particular relevância na mídia. Em 1998 , o programa é promovido na Rai 2 irá tornar-se um dos programas principais da rede.
A condução de Fazio irá continuar até a época 2000/2001 , quando deixou a Rai para o novo canal LA7 e é substituído por Simona Ventura. Em 1996 , escreveu o filme Pole pole, que Massimo Martelli grava em África para apoiar a AMREF. O filme, no qual interpreta-se a si mesmo, é apresentado fora do concurso na Mostra internazionale d'arte cinematografica di Venezia. Sempre em 1996 conduz na Rai 1, no domingo, às 20.40 o mini-programa Per Atlanta sempre dritto, concurso singular para 'os portadores da tocha', lançado pela Coca-Cola em vista dos jogos olímpicos em Atlanta.Trata-se de uma breve transmissão no ar durante cerca de  7-8 minutos, no espaço ocupado durante a semana,por La Zingara. Em cada episódio, Fazio coloca em competição com uma série de estratagemas as pessoas que aspiram a transportar a chama olímpica.Aos vencedores é permitido transportar a chama por um quilómetro.
Em 1997, sempre com Martelli como diretor, sai para a Rai uma  série de tv em duas partes, com o título , Un giorno fortunato " onde interpreta o dr. Francesco Fàsoli psicólogo da ASL-rico de neuroses quotidianas; no filme participam Claudio Bisio no papel de um paciente e Enzo Jannacci no papel de psiquiatra. A série foi filmada, nas cenas externas, em Imperia,  província da terra da Ligúria, sua região de origem, e para as cenas internas, em Roma. Ainda em 1997, juntamente com Claudio Baglioni conduz na Primavera, Anima mia (e, em seguida, no Outono de 1999 L'ultimo Valzer), revival sobre os anos setenta, que recebe elogios tanto do público quanto da crítica, e vai tornar-se um dos mais vistos da história da segunda rede da Rai até a chegada, sete anos mais tarde, de L'isola dei famosi.

## Biografia

### Sanremo: duplo successo
O sucesso de Anima mia irá representar para Fazio, uma consagração, ao ponto de ser  destinado a conduzir o Festival de Sanremo , por dois anos consecutivos, em 1999 e, em 2000. Nestes dois anos, o evento alcança audiências de recorde, que não alcançará mais até a edição realizada por Paolo Bonolis. Todas as edições guiadas por Fazio foram caracterizadas pela presença de personalidades completamente incomuns para o festival, como, por exemplo, o Prémio Nobel de medicina Renato Dulbecco e o tenor Luciano Pavarotti, envolvidos na co-gestão da condução, e Michail Gorbačëv como convidado.
Na edição de 1999 é acompanhado pela modelo Laetitia Casta, que irá obter bastante notoriedade com este Sanremo, e o vencedor do prémio Nobel, Renato Dulbecco.Como diretor artístico traz inúmeras novidades, tais como o Prémio Cidade de  Sanremo, que vão permitir ao Festival, no fim, o 65% de share, e é considerada pela crítica como uma das melhores edições de sempre do Sanremo. A próxima edição resulta ainda hoje a mais vista do novo milénio: as regras mudaram um pouco, a escada passou a ser mais organizada e o elenco é mais proeminente. Ao lado de Fazio nesta edição, estiveram o comediante Teo Teocoli, seu colega em Quelli che il calcio, Luciano Pavarotti , e Ines Sastre.
Em março de 2000 , apresentou o concerto Faber,amico fragile  em homenagem ao Fabrizio De André, de quem ele é um grande admirador, realizado no Teatro Carlo Felice de Gênova. Em 2001 , ele decidiu deixar a Rai, em polémica com o então presidente Roberto Zaccaria e outros executivos da empresa, que o teriam deixado ir, por ser adverso ao Ministro das Comunicações, Maurizio Gasparri.
Na realidade,tinha-se exposto demais na condução da noite final da campanha eleitoral de Massimo D'alema em Gallipoli e o ambiente na Rai, já não era dos melhores. É então contratado pela incipiente rede de tv LA7, onde conduz, no entanto, apenas a transmissão de abertura. Com a chegada do novo proprietário , Marco Tronchetti Provera, o programa que lhe foi confiado no novo emitente (um talk-show da segunda noite, com o título Fab Show) é, de fato, cancelado três dias após a exibição do primeiro episódio, por razões que não são totalmente claras, e em troca de 28 milhões de liras entre penais e encerramento.

### O retorno na Rai:Che tempo che fa
De 2001 a 2008 Fazio é ativo na imobiliária em Paris, com a Apparvest srl. Depois de dois anos de silêncio volta para a Rai 3, onde, a partir de 2003 apresenta o programa Che tempo che fa, um talk-show que a partir de sinais meteorológicos, é na verdade um programa de aprofundamento, com entrevistas a convidados no estúdio e intervenções cómicas e satíricas. É  através deste programa que ganha o prémio "È giornalismo" , em 2007.
Com o passar dos anos tornou-se um grande sucesso de público e de crítica, especialmente após a chegada em 2005 de Luciana Littizzetto como cómica fixa no programa. Além de  se ter tornado um dos talk show, mais célebres de sempre, no decorrer dos anos tem convidado importantes personalidades como Adriano Celentano (no episódio do dia 2 de dezembro de 2006, definitivamente o episódio que contou com mais visualizações), George Clooney, de Daniel Pennac, Jodie Foster, de Francis Ford Coppola, Madonna, Robert De Niro, Roberto Saviano, Adele, Nicolas Cage , e muitos outros.
Em 2007 , ganha o Premio Regia de tv , como um dos dez melhores programas do ano, e logo após ganha o prémio como melhor programa do ano para o júri. A 26 de novembro de 2007 é convidado pela Rai Uno na transmissão de Adriano Celentano, La situazione di mia sorella non è buona.
Em 2009 o seu salário anual na Rai ascendia a cerca de 2 185 000 euros. A 12 de Setembro de 2009,em ocasião do funeral de Mike Bongiorno, que foi realizada na Catedral de Milão, pronunciou um breve discurso fúnebre em memória do famoso condutor popular, juntamente com figuras como Fiorello, Silvio Berlusconi e Pippo Baudo.

### A colaboração com Roberto Saviano:Vieni via con meeQuello che (non) ho
Em novembro de 2010 conduz em conjunto com o escritor Roberto Saviano, o programa Vieni via con me na Rai 3. O programa, que emprega uma fórmula que é totalmente inovadora, através de listas de leitura, inspiradas num show de teatro, torna-se um retumbante sucesso desde o primeiro episódio (7 milhões de telespectadores e mais de 30% de share,irá resultar o programa mais assistido da história da Rai Tre) também tem dado origem a muitas controvérsias, uma das quais é por supostas violações da par condicio.
No segundo episódio, pelo contrário, o monólogo de Saviano sobre Piergiorgio Welby desencadeou as fortes reacções de um grupo pro-life: Fazio,convidado com Duccio Forzano do programa de TV Talk, irá replicar posteriormente as acusações, dizendo que a de Saviano não foi uma opinião pessoal, mas de uma história objetiva, recusando-se, no entanto, dar a chance de responder as associações pro-life. O programa irá continuar a bater todos os recordes de escuta: no segundo episódio, recebe mais de 9 milhões de telespectadores e 32% de share, enquanto que a terceira é a  mais vista, com 9,7 milhões de espectadores (31,64%), enquanto o quarto e último episódio chega a 8,7 milhões de espectadores e cerca de 30% de share.
Em maio de 2012 , conduz, novamente, com Saviano, o programa Quello che (non) ho na LA7. O programa segue a definição de Vieni via con me, tendo porém como protagonistas as "palavras" no lugar de listas. No primeiro episódio, fez registar o recorde de share da LA7 com 12.65% e 3.036.000 telespectadores, tornando-se o terceiro programa mais visto da noite, um recorde que foi superado dois dias mais tarde, pelo terceiro e último episódio do programa, com o 13,06% de share.

### Anos dois mil e dez: de volta a Sanremo e o retorno deRischiatutto
Em 2013 apresenta, pela terceira vez, e gere a direção artística do Festival de Sanremo, acompanhado por Luciana Littizzetto. É um retorno aos palcos da Ariston e na Rai 1 , depois de 13 anos; a edição desse ano obteve um enorme sucesso, com uma média de quase 12 milhões de espectadores, superando as edições anteriores, e batendo os valores absolutos também da edição de 2005 , conduzida por Paolo Bonolis; irá suscitar também, no entanto, algumas polémicas, especialmente após uma contestação relativa a exibição do comediante Maurizio Crozza, convidado do primeiro episódio, por parte de algumas pessoas da plateia. O sucesso, no entanto, é gigantesco e o casal Fazio-Littizzetto é consagrado como o verdadeiro vencedor de Sanremo, ao ponto de  ganhar o Prémio de Direção de tv , respectivamente, como personagem masculina e feminina do ano.
No ano seguinte, em 2014, volta ao festival sempre ao lado de  Luciana Littizzetto; esta edição não volta a confirmar o sucesso de público e crítica do ano anterior, também por causa de muitas polémicas pré-festival, relativas ao cachet dos condutores para o festival e as diversas interferências políticas, durante as várias noites  registando 39% em média  nas 5 noites (e a noite da final, mais tarde, foi a menos seguida sempre entre as finais do Festival) perdendo 3 milhões, em comparação com a edição de 2013.
A partir de setembro de 2013 conduz novamente o programa Che tempo che fa, que nesta edição é transmitido também no sábado, com o título Che fuori tempo che fa, conduzido por Fazio e pelo vice-diretor do jornal La Stampa Massimo Gramellini. Além disso, com 27 prémios televisivos, é um dos condutores da RAI que ganhou mais prémios.
Em 25 de abril de 2015 conduz no horário nobre, na Rai 1, o evento W il 25 aprile, dedicado ao aniversário da libertação, que conta com 4.008.000 espectadores, igual a 17,26% de share. No verão de 2015 , é anunciado que Fabio Fazioirá conduzir o remake de Rischiatutto, o histórico programa dos anos setenta, conduzido por Mike Bongiorno, agendado para a primavera de 2016. A partir de 15 de fevereiro de 2016 serão transmitidas pela Rai 3, de segunda a sexta-feira, a partir das 20:30, as audições feitas aos participantes selecionados, numa faixa especial chamada Quasi quasi... Rischiatutto - Prova pulsante.

## Vida privada
Casou a 23 de julho, de 1994, com Gioia Selis, nascida em Savona, em 8 de fevereiro de 1968. A 4 de novembro de 2004, tornou-se pai de Michele e a 9 de fevereiro de 2009, de Caterina.

### A amizade com Enzo Biagi
Nos últimos anos, Fabio Fazio foi criando uma sólida amizade com o jornalista, Enzo Biagi. Fazio foi o único apresentador que convidou Biagi na TV durante os 5 anos de ausência deste da televisão em seguida ao chamado editto bulgaro de Silvio Berlusconi. Biagi escolheu além disso, a transmissão de Fabio Fazio, che tempo che fa, para cumprimentar os italianos poucas horas antes do seu regresso em video nos primeiros meses de 2007. Em 30 de dezembro de 2007 , Fazio organizou também um episódio especial de Che tempo che fa para relembrar o jornalista poucas semanas após a sua morte.

### A amizade com Luciana Littizzetto
Fabio Fazio conhece Luciana Littizzetto , em 1991, no programa BravoGrazie, que conduzia na época, e mais tarde trabalharam lado a lado em Quelli che il calcio. Depois de alguns anos, em 2005, voltam a trabalhar juntos em Che tempo che fa e Quello che (non) ho. Esta amizade sólida, levou-os a pisar juntos o palco do teatro Ariston para o Festival de Sanremo 2013 e , em sucessivamente, o Festival de Sanremo de 2014.  A edição de 2013 é uma edição histórica, porque, pela primeira vez, vê os dois condutores, um homem e uma mulher, em perfeito pé de igualdade.  Eles têm muitas coisas em comum, e as suas célebres discussões sçao bem conhecidos pelo público, de tal forma que agora eles ganharam o apelido de o novo Sandra e Raimondo, declarando-se eles mesmos como um casal de fato.

### Críticas
Fazio tem sido frequentemente acusado de introduzir temas políticos nos seus programas, até mesmo durante o período da par condicio. A solidariedade, que ele expressou em vídeo ao vivo para o Adriano Sofri (também convidado para o programa alguns anos mais tarde, em 12 de janeiro, 2008) provocou-lhe a condenação da Associação italiana das Vítimas do Terrorismo.
Adriano Celentano, num famoso monólogo durante o programa 125 milioni di cazzate de 2001, atacou Fazio, que tinha a opinião de Celentano relativamente ao transplante de órgãos. No outono de 2013 Fazio é criticada pelo líder do grupo do PDL , Renato Brunetta

e, pouco depois, pelo líder do Movimento 5 Stelle, Beppe Grillo
 che critica a retribuição do seu contrato na Rai, pelo valor de 5 400 000 euros em três anos.
Acaba por estar na boca de todos devido a suma que recebe pela condução do Festival de Sanremo de 2014 , no montante de 600.000 euros por cinco noites. também é criticado pelos seus bens imóveis: 70 quartos, distribuídos em dois apartamentos em Milão, uma em Savona, dois em Varazze, outros dois apartamentos e um mega villa, nova e praticamente reconstruída em Celle Ligure com piscina olímpica, depandance e 7 000 metros de olival. Para esta última, muitos foram os protestos dos vereadores de Forza Itália.
O jornalista Gigi Reggi, um colaborador de longa data de Silvio Berlusconi, revelou que na década de oitenta Fazio pediu uma cunha a Bettino Craxi para poder trabalhar na Mediaset e pediu uma entrevista com Berlusconi. Fazio respondeu querelando Reggi e, no dia 24 de janeiro seguinte, o juiz aceitou o pedido de Fazio. Em janeiro de 2016 , é revelado que a Ordem dos jornalistas apresentou a Fazio uma instância judicial devido à sua participação na publicidade da Tim, uma vez que o cndutor resulta inscrito na Ordem como jornalista e, portanto, não pode tomar parte na realização de comerciais de tv. O dia depois, no entanto, é o mesmo Fazio, entrevistado por TVBlog, a revelar que tinha solicitado a remoção do registro antes de gravar o spot pubblicitário.
Na maioria das vezes, foi-lhe acusado de fazer perguntas demasiado "buoniste" aos seus convidados durante o programa Che tempo che fa, especialmente para com os personagens polèiticos, indo contra a natural liturgia do talk-show. Acerca desta crítica, pronunciaram-se em particular, Vittorio Feltri, e Andrea Scanzi Em março de 2015 , o cantor inglês Noel Gallagher, um dos convidados de Che tempo che fa, nos dias seguintes lançou um post no Facebook onde ataca o condutor e a transmissão, chamando-a,"uma verdadeira seca". Também o líder dos U2 Bono Vox, convidado do programa em outubro de 2014, disse de Fazio que " esta noite é preciso mudar de nome a este homem para Mister Valium".

### ideais políticos
Para as Eleições políticas de 1996 apoiou Patrizia Toia e Nando dalla Chiesa, dando vida ao evento "Quelli che l'Ulivo". Mais tarde,  declara preferir Walter Veltroni a Romano Prodi.
Em 2001 conduz a última noite de campanha eleitoral de Massimo D'alema em Gallipoli.

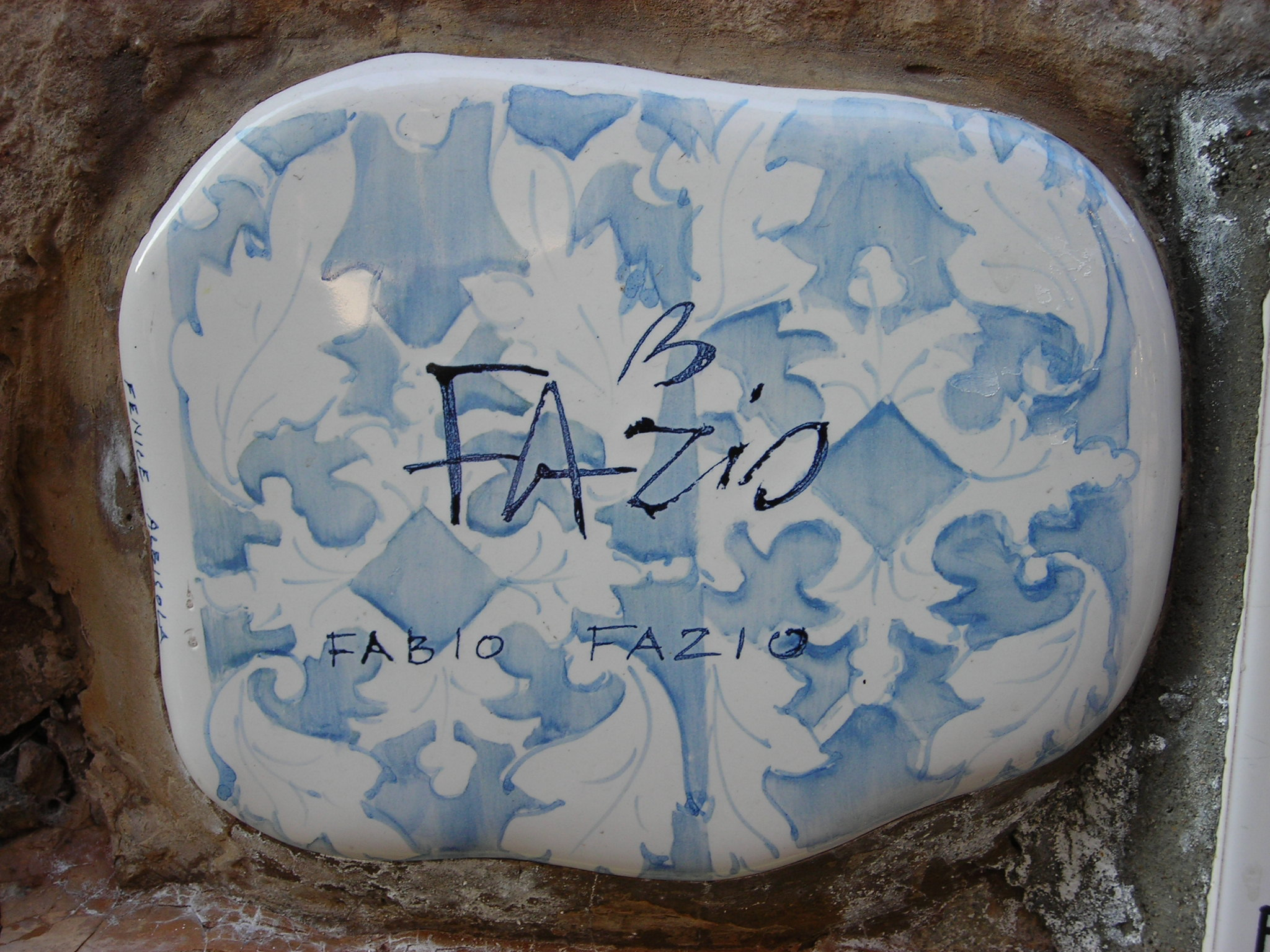
O Azulejo do Muretto de Alassio autografado por Fazio

## Comerciais
- Traço (1993-1994)
- Superenalotto
- Tim (2016)

## Filmografia

### Dublagem
- Erva Sterminator em Asseclas, 2015

## Obras
- A gótimas porque a vida, Milano, A. Mondadori, 1992. ISBN 88-04-36216-2.
- Beijos. Uma centena de maneiras de dizer eu te amo, Ozzano Emilia, Panini, 1993. ISBN 88-7686-268-4.
- Uma vez aqui, ele era tudo de campo, Milano, Zelig, 1994. ISBN 88-85987-83-4; Milão, Baldini Castoldi Dalai, 2006. ISBN 88-6073-023-6.
- O mais belo dia da vida. Guia para o casamento. O guia contém a lua de mel na Polinésia, Modena, Comix, 1995. ISBN 88-7686-577-2.
- Alma tour. Viagem na nossa Setenta, com os amigos de Gino, Milão-Roma, Mondadori-RAI-ERI, 1997. ISBN 88-04-43204-7.
- Alma mini-turnê. Por volta dos anos '70, Milão, A. Mondadori, 1997. ISBN 88-04-43553-4.
- O dia de abóboras, Turim, Einaudi, 2003. ISBN 88-06-16437-6.
- Que conflitos que fazio. Os duetos o mais divertido do Que tempo atrás, com Luciana Littizzetto, com 2 DVD, Milão-Roma, Mondadori-Rai Comércio, 2007. ISBN 978-88-04-57593-1.
- Que conflitos que fazio 2. O novo sensacional duetos do que tempo atrás, com Luciana Littizzetto, com 2 DVD, Milão-Roma, Mondadori-Rai Comércio, de 2010. ISBN 978-88-04-60004-6.

## Prémios
Telegatti
- 1994: Quelli che il calcio como o Melhor programa de desporto
- 1997: Quelli che il calcio como o Melhor programa de desporto
- 1997: Anima mia como melhor Transmissão do ano
- 1998: Quelli che il calcio como o Melhor programa de desporto
- 1999:  Quelli che il calcio como o Melhor programa de desporto
- 2000: Quelli che il calcio como o Melhor programa de desporto

Premio Regia De Tv
- 1994: Quelli che il calcio no Top Dez
- 1994:  Quelli che il calcio como a Transmissão do ano
- 1994: Personagem masculino do ano
- 1995:  Quelli che il calcio no Top Dez
- 1996:  Quelli che il calcio no Top Dez
- 1997: Quelli che il calcio Top Dez
- 1997: Quelli che il calcio no Top Dez
- 1997: Personagem Masculino do ano
- 1997: Anima mia como a Transmissão do ano
- 1998: Quelli che il calcio no Top Dez
- 1998: o Personagem Masculino do ano
- 1999:Quelli che il calcio no Top Dez
- 1999: o Festival de Sanremo, no Top Dez
- 2000: Quelli che il calcio no Top Dez
- 2000: o Festival de Sanremo , como o programa de registo de classificações
- 2006: Che tempo che fa no Top Dez
- 2007: Che tempo che fa no Top Dez
- 2007: Che tempo che fa, como o Melhor Programa para o júri
- 2008: Che tempo che fa no Top Dez
- 2013: o Festival de Sanremo, no Top Dez
- 2013: Personagem masculino do ano

- Em 2011 , ganhou o Premiolino para Vieni via con me , com a seguinte motivação: "O registo global, ouvir de Come away with me, a confirmação de que o príncipe de condutores, de televisão, e demonstra como, ao contrário lugares comuns, um programa de "alta qualidade" e cheio de estímulos, pode ser bem-sucedida."[32]
- Em 2013 , ele ganhou o Premio Regia de Tv para a Melhor Personagem Masculina e o Premio Fernanda Pivano

## Outros projetos
a versão epub